# Campionati mondiali juniores di slittino 1999
I Campionati mondiali juniores di slittino 1999 si sono disputati ad Igls, in Austria, il 13 ed il 14 febbraio 1999. Il tracciato tirolese ospita la manifestazione iridata di categoria per la seconda volta dopo l'edizione del 1994.

## Podi[1][2]
| Evento         | Oro                                                                      | Tempo    | Argento                                                        | Tempo    | Bronzo                                                                     | Tempo    |
| Singolo Uomini | Martin Abentung                                                          | 1:40.799 | Frank Soccal                                                   | 1:40.919 | Kyle Connelly                                                              | 1:40.974 |
| Singolo Donne  | Margarita Klimenko                                                       | 1:21.520 | Anna Tielke                                                    | 1:21.611 | Veronika Halder                                                            | 1:21.683 |
| Doppio         | Steffen Dundr Jan Eichhorn                                               | 1:21.474 | Christian Pfalz Martin Biedermann                              | 1:21.613 | Grant Albrecht Mike Moffat                                                 | 1:21.677 |
| Gara a squadre | Austria-1 Martin Abentung Veronika Halder Andreas Linger Wolfgang Linger |          | Canada-1 Kyle Connelly Nicole Simon Grant Albrecht Mike Moffat |          | Stati Uniti Nicholas Sullivan Rebecca Wilczak Patrick Anderson John Laflam |          |

## Medagliere
| Posiz. | Nazione     | Oro | Argento | Bronzo | Totale |
| ------ | ----------- | --- | ------- | ------ | ------ |
| 1      | Austria     | 2   | 0       | 1      | 3      |
| 2      | Germania    | 1   | 3       | 0      | 4      |
| 3      | Russia      | 1   | 0       | 0      | 1      |
| 4      | Canada      | 0   | 1       | 2      | 3      |
| 5      | Stati Uniti | 0   | 0       | 1      | 1      |